# La Course aux illusions
Pour plus de détails, voir Fiche technique et Distribution.
La Course aux illusions (Molti sogni per le strade) est un film italien réalisé par Mario Camerini et sorti en 1948.

## Synopsis
Poussé par des querelles constantes avec sa femme et humilié par un riche industriel milanais après lui avoir demandé un emploi, un chômeur décide de voler une voiture dans le garage d'un ami. Avec un complice, il tente de vendre la voiture en question, mais le plan est compliqué par la jalousie de sa femme, qui l'incite à suivre son mari, soupçonnant une rencontre avec une autre femme.

## Fiche technique
- Titre français : La Course aux illusions ou Beaucoup de rêves sur les routes ou Illusions dans les rues ou Beaucoup de rêves dans les rues[1]
- Titre original italien : Molti sogni per le strade[2]
- Réalisateur : Mario Camerini
- Scénario : Mario Camerini, Piero Tellini
- Photographie : Aldo Tonti
- Montage : Adriana Novelli, Mario Camerini
- Musique : Nino Rota
- Décors : Alberto Boccianti (it)
- Production : Riccardo Gualino, Dino De Laurentiis
- Société de production : Lux Film
- Pays de production :  Italie
- Langue originale : italien
- Format : Noir et blanc - 1,37:1 - Son mono - 35 mm
- Durée : 90 minutes
- Genre : Comédie dramatique
- Dates de sortie :
  - Italie : 16 octobre 1948
  - France : 9 juin 1950[2]

## Distribution
- Anna Magnani : Linda
- Massimo Girotti : Paolo
- Dante Maggio : Emilio
- Checco Rissone : Donato
- Checco Durante : curé de la paroisse
- Giorgio Nimmo : Romoletto
- Luigi Pavese : commendataire Giulio Carocci
- Idolo Tancredi : Egisto
- Peppino Spadaro : commissaire
- Manlio Busoni : agent de sécurité publique
- Paolo Ferrari  : brigadier sicilien
- Enrico Glori : le receleur
- Nadia Niver : fille d'Egisto
- Ciro Berardi : sor Antonio, le vendeur de charcuterie
- Franco Pesce (en) : laitier
- Gino Leurini : garçon de laiterie
- Dina Romano : fille de porteur